# Pharantzem
Pharantzem (in armeno Փառանձեմ? conosciuta anche come P’arhanjem, Parantzem, Pharandsem, Paranjem e Parandzem di Syunik; ... – 369/370) è stata una nobildonna armena, imparentata con i Arsacidi d'Armenia attraverso il matrimonio.

## Famiglia e primi anni
Pharantzem nacque nella provincia di Syunik in Armenia. Era la figlia di Andovk anche conosciuto come Andok o Antiochus che servì come Nakharar della dinastia Siunia nella provincia di Syunik. Attraverso suo padre, Pharantzem era una discendente di Sisak. Suo zio paterno Valinak Siak c.330, fu il primo Naxarar noto della dinastia Siunia nella provincia di Syunik, mentre il successore e fratello di Valinak, che era il padre di Pharantzem, Andovk, fu il Naxarar di Syunik nel c.340. La madre di Pharantzem era una nobildonna appartenente ad una famiglia di Mamikonian di cui non si conosce il nome. La madre aveva almeno un fratello conosciuto, un fratello di nome Babik (Bagben) che servì come Naxarar di Syunik nel 379. Poco si sa nella sua prima infanzia. Pharantzem era estremamente nota per la sua bellezza e la sua modestia.

## Primo matrimonio
Pharantzem nel 359 sposò il principe Arsacid Gnel. Gnel era il figlio del principe Arsacide Tiridate il cui fratello era Arsace II, che regnò come cliente romano re di Armenia dal 350 fino al 368. Durante il regno di Arsace II, Gnel fu un principe popolare che venne visto come un potenziale successore di suo zio.
La fama della bellezza di Pharantzem fu talmente diffusa al punto che Tirit, il cugino paterno di Gnel, siinnamorò di lei appassionatamente desiderando che fosse sua moglie. Trovando un modo per complottare contro suo cugino Gnel, Tirit si avvicinò allo zio Arsace II e gli disse: "Gnel vuole governare e ucciderti. Tutti i grandi, i Naxarars e gli Azats come Gnel e tutti i Naxarars della terra preferiscono la sua signoria su di loro che sulla tua. Ora dicono: 'guarda e vedi quello che fai, re, in modo che tu possa salvarti'". Arsace II credette alle parole di Tirit, e confermò le dichiarazioni di Tirit.
Da allora e fino alla morte di Gnel, Arsace II portò un evidente rancore verso Gnel, che aveva cercato di tramare a lungo il tradimento nei suoi confronti e Gnel e Pharantzem diventarono fuggiaschi. Nel periodo del festival di Nawasard (che si tenne in agosto), con la scusa che si voleva riconciliare con lui, Arsace II attirò falsamente suo nipote e Pharantzem in Shahapivan, un campeggio nativo degli Arsacidi che era al di sotto di una riserva di caccia fortificata. Gnel fu catturato dai soldati e portato su una vicina collina della montagna chiamata Lsin, dove fu giustiziato. Dopo la morte e la sepoltura di Gnel, Arsace II emanò un ordine per piangere la morte di suo nipote.
Tirit mandò il suo messaggero a Pharantzem con una nota che diceva: "Non piangere così tanto, perché io sono un uomo migliore di quanto lo era lui. Ti ho amato e quindi l'ho tradito a morte, così da poterti sposare". Nel suo lutto Pharantzem protestò, accusando Tirit che suo marito fosse morto per causa sua. Arsace II realizzò il complotto di Tirit e la morte insensata di Gnel per la quale iniziò a pentirsi. Per un certo periodo Arsace II non punì in Tirit in nessun modo. Ma in seguito al messaggio ricevuto da Tirit in cui affermava: "Re, voglio che tu ordini che mi sia permesso di sposare la moglie di Gnel", Arsaces II si convinse che la morte di Gnel era stata scatenata per sua moglie e pianificò di uccidere Tirit in cambio dell'omicidio di Gnel. Quando Tirit venne informato dalle intenzioni del re, fuggì nella notte, ma raggiunto dai soldati venne ucciso nelle foreste del distretto di Basen.

## Secondo matrimonio e regina di Armenia
Dopo la morte di Tirit, Arsace II sposò Pharantzem, diventando il suo secondo marito. Nello stesso tempo in cui Arsaces II era sposato con Pharantzem, aveva anche un'altra moglie, una donna greca di nobiltà cretese chiamata Olympia, nota anche come Olympias che sposò prima di sposare Pharantzem. Olympia, la moglie romana di Arsace II gli fu data come sposa imperiale dall'imperatore romano Costanzo II, poiché Arsace II era uno dei favoriti dell'imperatore che lo considerava un alleato di Roma. 
Anche se i Romani consideravano Olympia come la moglie legittima di Arsace II, lui amava Pharantzem, nonostante fosse odiato da lei, che affermava: "Fisicamente, è peloso, e il suo colore è scuro". Attraverso il matrimonio con Arsace II, Pharantzem divenne regina consorte e una donna molto potente, ricca e influente nella società armena. 
Qualche tempo dopo il suo matrimonio con Arsace II, Pharantzem rimase incinta. Nel 360 Pharantzem partorì il figlio di Arsace II, che venne chiamato Papas (Pap). Papas fu l'unico bambino nato da Pharantzem e Arsace II durante il suo regno di cui si hanno notizie. Pharantzem era anche la matrigna di Anob, poiché Anob era il primo figlio di Arsace II nato da una sua precedente unione prima della salita al trono in Armenia.
Dato che Arsace II, secondo l'usanza persiana, aveva più di una moglie, Pharantzem nutriva rancore e ebbe una grande invidia nei confronti di Olympia. Dopo la nascita di suo figlio, Pharantzem pianificò nel 361 di uccidere Olympia usando il veleno, amministrato nel sacramento della comunione da un sacerdote dalla corte reale, visto che Olympia era estremamente attenta e accettava cibo e bevande solo se offerti dalle sue cameriere. I comportamenti, le azioni di Pharantzem e Arsaces II, in particolare le morti di Gnel, Tirit, Olympia e le vicende del precedente re dell'Armenia Tigrane VII (Tiran) avevano totalmente offeso il cattolico St. Nerses I. La chiesa era completamente alienata dalla corte reale di Arsace II e St. Nerses I non fu più visto alla corte reale durante la vita di Arsace II. Sebbene Pharantzem fosse ostile a qualsiasi influenza sasanide dalla Persia; le azioni di Pharantzem verso Olympia avevano posto la politica armena in contrasto con gli interessi cristiani e lei era considerata una donna empia. Dopo la morte di Olympia, Pharantzem divenne la regina armena.
Nell'anno 367 o 368 il re sasanide Shapur II aveva usato il tradimento per catturare Arsace II poiché fu fatto prigioniero politico (morto poi in prigione) dal monarca sasanide. Questa fu una parte del piano di Shapur II per conquistare l'Armenia una volta per tutte, mentre Shapur II era in conflitto militare e fallì i trattati diplomatici con gli imperatori romani Gioviano e Valente. Shapur II, dopo aver catturato con successo Arsaces II, inviò il suo esercito ad invadere l'Armenia.
Quando l'esercito sasanide si stava dirigendo per invadere l'Armenia, Pharantzem e suo figlio, Papas prese il tesoro armeno e si nascose nella fortezza di Artogerassa difesa da una armata di Azats. L'invasione armena fu guidata da Cylaces (noto anche come Cylax Zig) e Artabanes (noto anche come Artabnan Karen), due armeni che disertarono. Cylaces e Artabanes furono sostenuti anche dai nobili armeni Vahan Mamikonian e Meruzhan Artsruni, anch'essi disertori di Shapur II. Shapur II volle sopprimere il dominio di Arsacid in Armenia e sostituire la dinastia con gli amministratori persiani e aristocrati armeni tradizionali per governare l'Armenia.
Pharantzem riuscì ad avviare trattative con Cylaces e Artabanes per la resa della fortezza in quel periodo, rivolgendosi a loro in nome del marito. Cylaces e Artabanes disertarono da Shapur II a Pharantzem in cui Papas per la sua sicurezza fu inviato in Anatolia alla corte di Valente. Papas durante il suo sodalizio con Valente era in comunicazione con sua madre dalla fortezza, che incoraggiava ad attendere il suo salvataggio.
Valente si attivò per rimettere Papas sul trono di Arsacid e per ritirare l'armata di Shapur II dall'Armenia. Quando Shapur II venne a sapere della ritorno di Papas in Armenia, invece di andare personalmente dietro a Papas, si concentrò nel catturare Pharantzem, terminando il suo assedio nella fortezza di Artogerassa e invadendo l'Armenia. Le forze persiane inviate da Shapur II conquistarono infine l'Armenia e conquistarono la fortezza dopo due anni. Pharantzem difese coraggiosamente se stessa e l'Armenia per 2 anni da Shapur II, lì dove la carestia e le malattie lasciarono pochi sopravvissuti tra i 11.000 soldati e 6.000 donne che si erano rifugiate nella fortezza.
Pharantzem e il tesoro reale armeno fu portato al palazzo di Shapur II, che volendo umiliare l'Armenia e l'Impero Romano, fece consegnare Pharantzem ai suoi soldati che la violentarono brutalmente fino alla sua morte. Dopo la morte di Pharantzem, Papas ritornò sul trono armeno con l'aiuto di Valente.